# Cynocéphalie
Pour les articles homonymes, voir cynocéphale et Tête de chien.

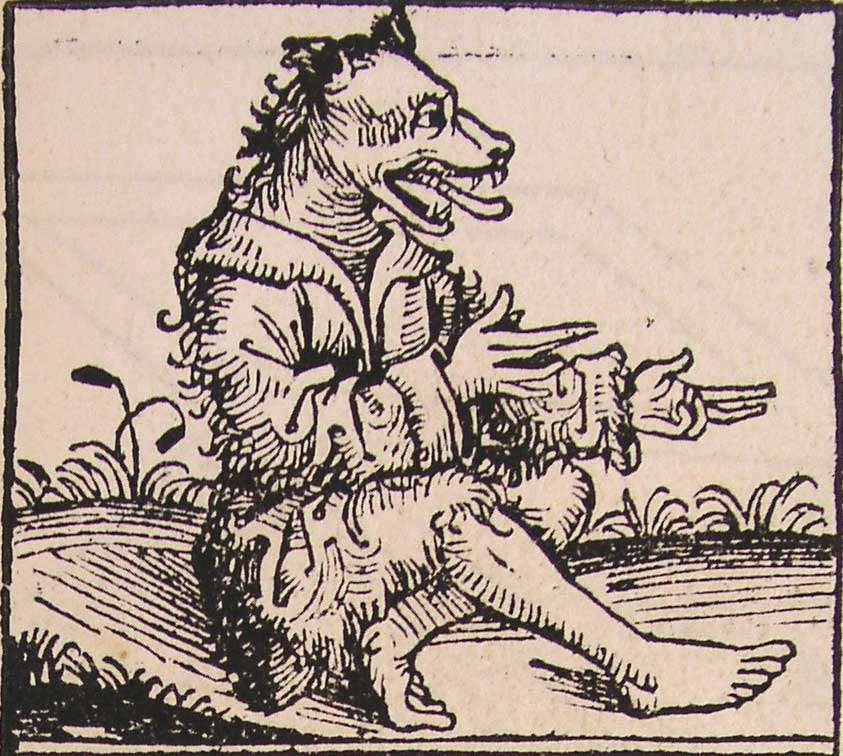
Gravure d'un cynocéphale dans les Chroniques de Nuremberg, en 1493.

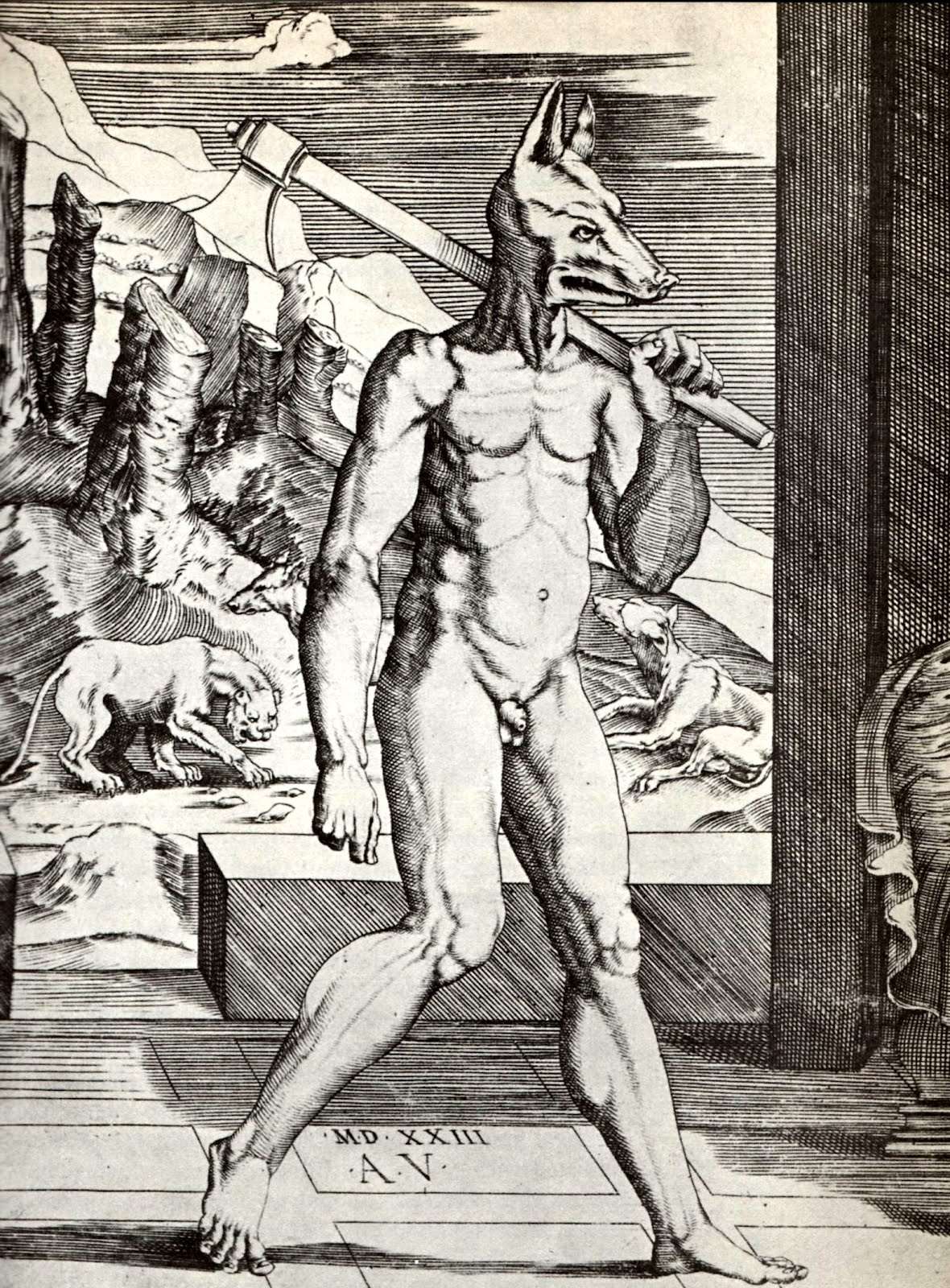
Le roi Lycaon, maudit et changé en loup par Zeus.

La cynocéphalie désigne le fait de posséder une tête de chien, et désigne la plupart du temps des humanoïdes possédant une tête canine ou d'un animal apparenté, comme les hyènes ou les chacals. Cette particularité peut concerner aussi bien des divinités que des créatures humanoïdes et thérianthropes, c'est-à-dire en partie humaines et animales. Le terme est utilisé de manière générale pour désigner ces catégories de divinités et de créatures, mais « cynocéphale » est aussi le nom d'une créature spécifique, présente dans les bestiaires médiévaux. La symbolique cynocéphale sert généralement à mettre en avant la sauvagerie et la bestialité, et des cynocéphales sont présents dans un grand nombre de mythes et de légendes autour du monde.

## Étymologie
Ce nom est issu du latin cynocephali qui signifie « les têtes de chien », lui-même issu du grec ancien κῠνοκέφᾰλοι, ayant la même signification.

## Description
La cynocéphalie désigne le fait d'être pourvu d'une tête de chien ou, par extension, de tout type d'animal apparenté au chien, comme les loups, les chacals et les hyènes. Ainsi, les cynocéphales sont décrits comme des hybrides d'hommes et de chien, mais on distingue les créatures, présentées dans les bestiaires comme des curiosités, des saints et des divinités auxquels des cultes pouvaient être consacrés. Il existe une grande variété de créatures et de divinités dites cynocéphales.

## Mentions de cynocéphales

### Dieux égyptiens

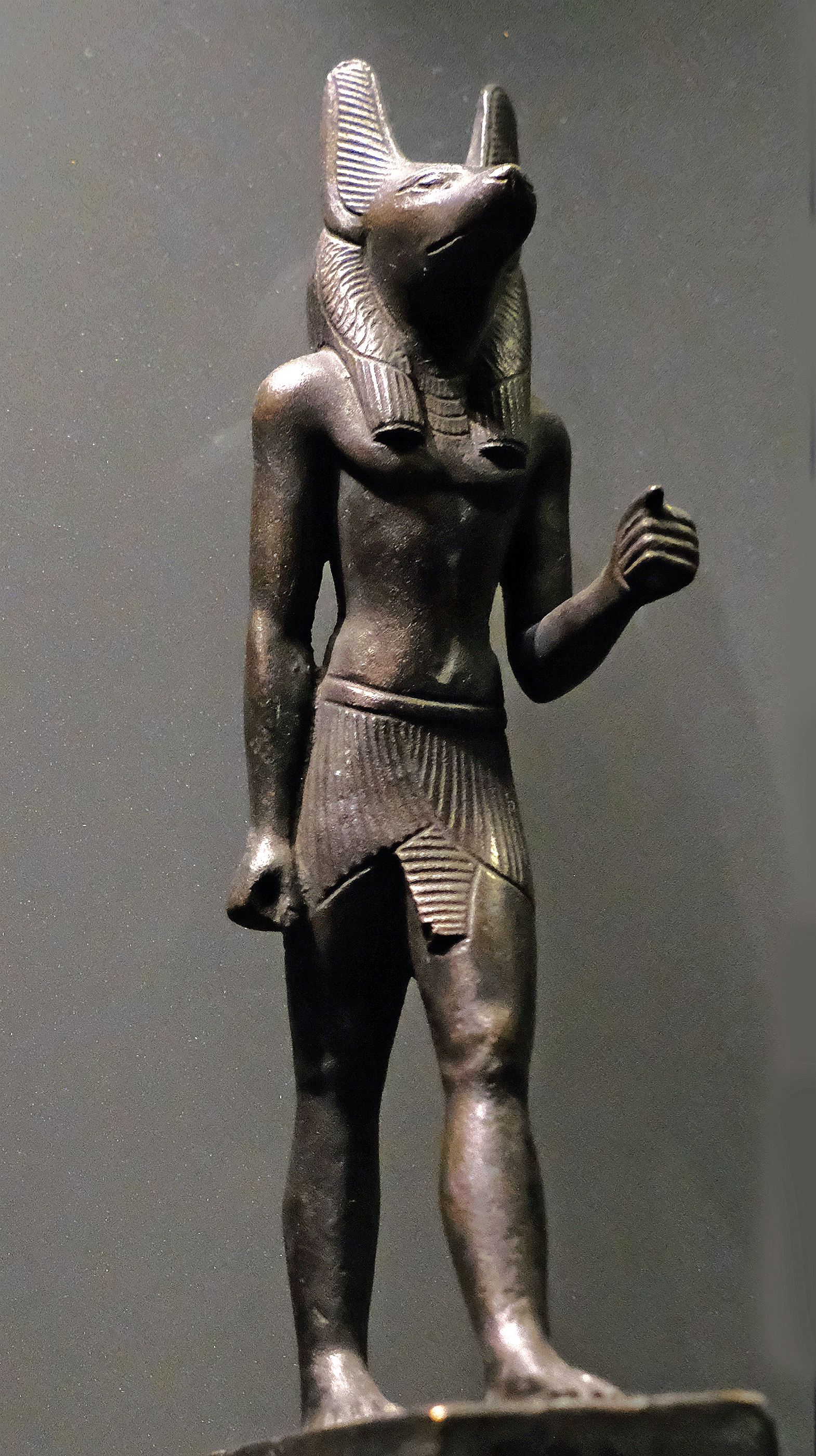
Anubis (musée du Louvre).

La cynocéphalie est fréquente durant l'Égypte antique car un grand nombre de divinités ont eu des représentations avec des têtes canines, notamment Anubis, le dieu égyptien des morts, qui a toujours présenté une tête de chacal, mais aussi Seth le dieu de la destruction, Douamoutef, Ophoïs, Oupouaout, Bedou et Khentyimenty. Il y avait aussi un dieu égyptien à tête de babouin durant la première période dynastique et le mot grec κῠνοκέφᾰλοι (« tête de chien ») a désigné un babouin sacré égyptien possédant le visage d'un chien.

### Rapports d'observation grecs
La cynocéphalie était également familière aux Grecs de l'Antiquité, à travers la représentation du dieu égyptien Hâpi, fils d'Horus, mais aussi des rapports d'observations de certains explorateurs. Au Ve siècle av. J.-C., le médecin grec Ctésias écrivit un rapport détaillé sur l'existence des cynocéphales en Inde. À la même époque, Hérodote rapporte des récits libyens (nord-africains) selon lesquels des créatures à têtes de chiens vivraient à l'extrême ouest de la Libye (l'Afrique), de même que de nombreux animaux sauvages et d'autres peuples merveilleux dont des êtres acéphales (ces derniers se retrouvent chez d'autres auteurs sous le nom de Blemmyes). Alexandre le Grand évoque des créatures similaires, mais également les cynodontes, des hommes à mâchoire de chien. De même, le voyageur grec Mégasthène prétend avoir vu en Inde des personnes qui vivent dans les montagnes, communiquent par aboiements, portent les peaux d'animaux sauvages et vivent de la chasse.

### Antiquité tardive

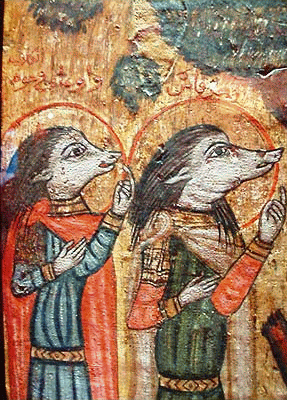
Saints Ahrakas et Augani (icône XVIIIe siècle s.)

Il y a une description de deux saints Ahrakas et Augani avec une tête de chien de la vita du copte saint Abu Seifein (Mercure), qu'ils ont fidèlement servi; leur image sur l'icône est au Musée copte du Caire,.
Les cynocéphales offraient une image évocatrice de la magie et la brutalité, réputée caractéristique des gens étranges venus des lieux lointains, et cette image revint dans la littérature médiévale. Un certain nombre d'antiquités tardives et de rapports médiévistes mentionnent les cynocéphales, parfois avec l'aplomb d'anthropologues, comme celui d'Augustin d'Hippone et d'Isidore de Séville.

### Moyen Âge

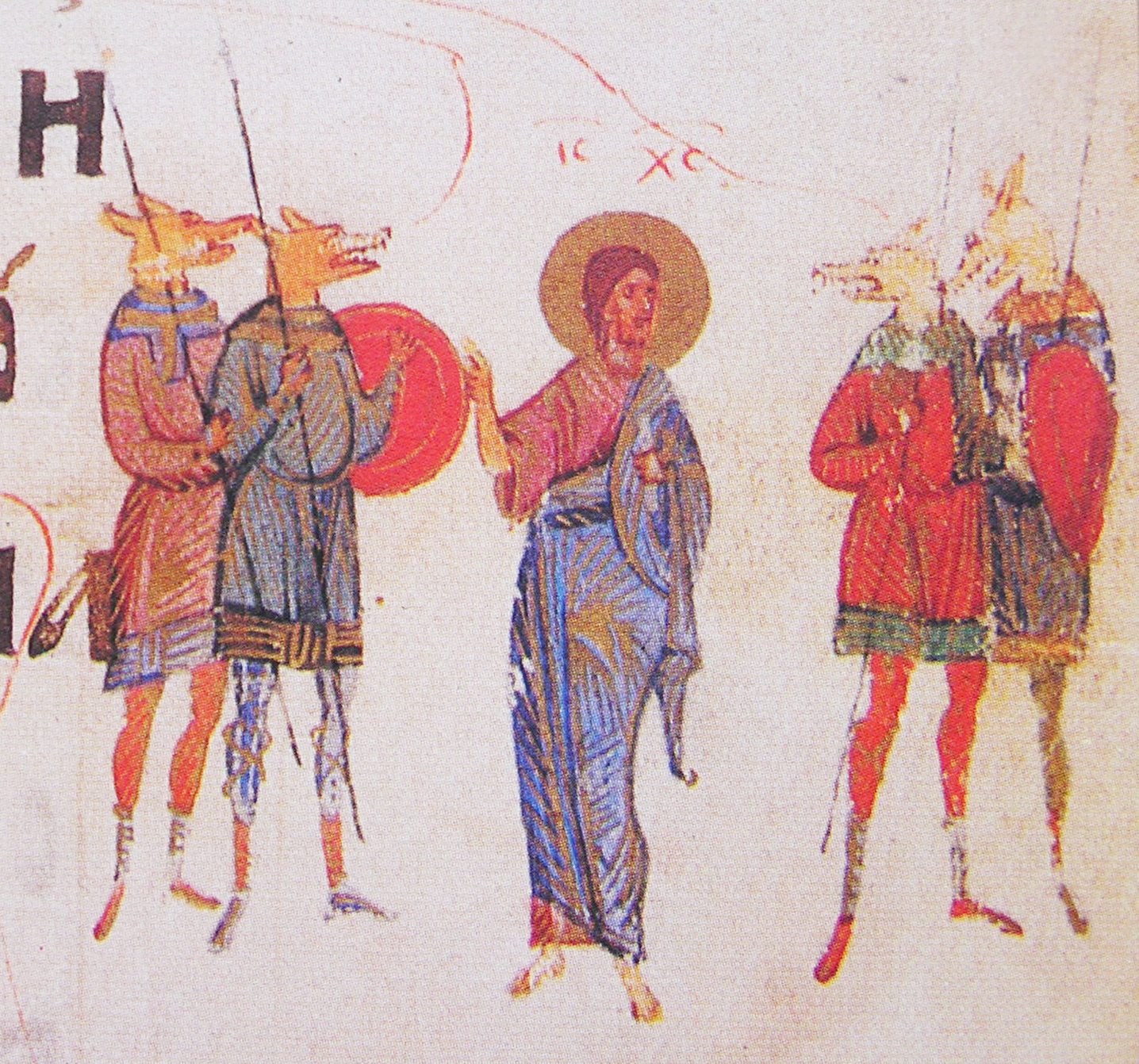
Cynocephales illustrés dans le Psautier de Kiev, 1397.

#### Occident médiéval
Paul Diacre mentionne les cynocéphales dans son Historia gentis Langobardorum : « Ils prétendent qu'ils ont dans leurs camps des Cynocéphales, c'est-à-dire des hommes à tête de chien. Ils répandent la rumeur chez l'ennemi que ces hommes guerroient obstinément, boivent du sang humain et leur propre sang s'ils ne peuvent pas atteindre l'ennemi. »
Le théologien du IXe siècle Ratramne de Corbie écrivit une lettre, Epistola de Cynocephalis, demandant si les cynocéphales devaient être considérés comme des hommes. En citant saint Jérôme, Thomas de Cantimpré a corroboré l'existence de cynocéphales dans son Liber de Monstruosis Hominibus Orientis (Livre des hommes monstrueux de l'Orient).
L'encyclopédiste du XIIIe siècle Vincent de Beauvais fit part à son patron Louis IX de France d'un « animal avec la tête du chien, mais avec tous le reste du corps ayant l'apparence de l'homme… Bien qu'il se comporte comme un homme… et, si paisible, il est tendre comme un homme… quand il est furieux, il devient cruel et se venge sur l'humanité » (Speculum naturale, 31:126).
Le vieux mot anglais Wulfes heafod (tête de loup) désignait un hors la loi qui pouvait être mis à mort sans problème légal en retour, comme s'il était un loup. Le Leges Edwardi Confessoris, écrit vers 1140, toutefois, a offert une interprétation très littérale : « [6.2a] Car depuis le jour de sa mise hors la loi, il porte une tête de loup, qui s'appelle wluesheued selon les Anglais. [6.2b] Et cette pratique est la même pour tous les hors la loi. »
Les cynocéphales apparaissent dans le poème en vieux gallois Pa Gur, comme cinbin (têtes de chien). Ils y sont des ennemis du cortège du Roi Arthur, les hommes d'Arthur les combattent dans les montagnes d’Eidyn (Édimbourg), et des centaines d'entre eux meurent de la main du guerrier d'Arthur Bedwyr. Les lignes suivantes du poème évoquent également un combat avec un personnage nommé Garwlwyd, un Garwlwyd Gwrgi (homme-chien) qui apparaît dans l'une des Triades galloises, où il est décrit de telle manière que les chercheurs ont vu en lui un loup-garou,.
Le Liber monstrorum, catalogue de peuples et créatures légendaires anonyme du VIIIe siècle, décrit les cynocéphales de cette manière :
« On dit aussi qu'en Inde naissent des cynocéphales qui ont une tête de chien et qui gâchent chaque mot qu'ils prononcent avec des aboiements mêlés, et qui n'imitent pas les humains mais les bêtes elles-mêmes en mangeant de la chair crue. »

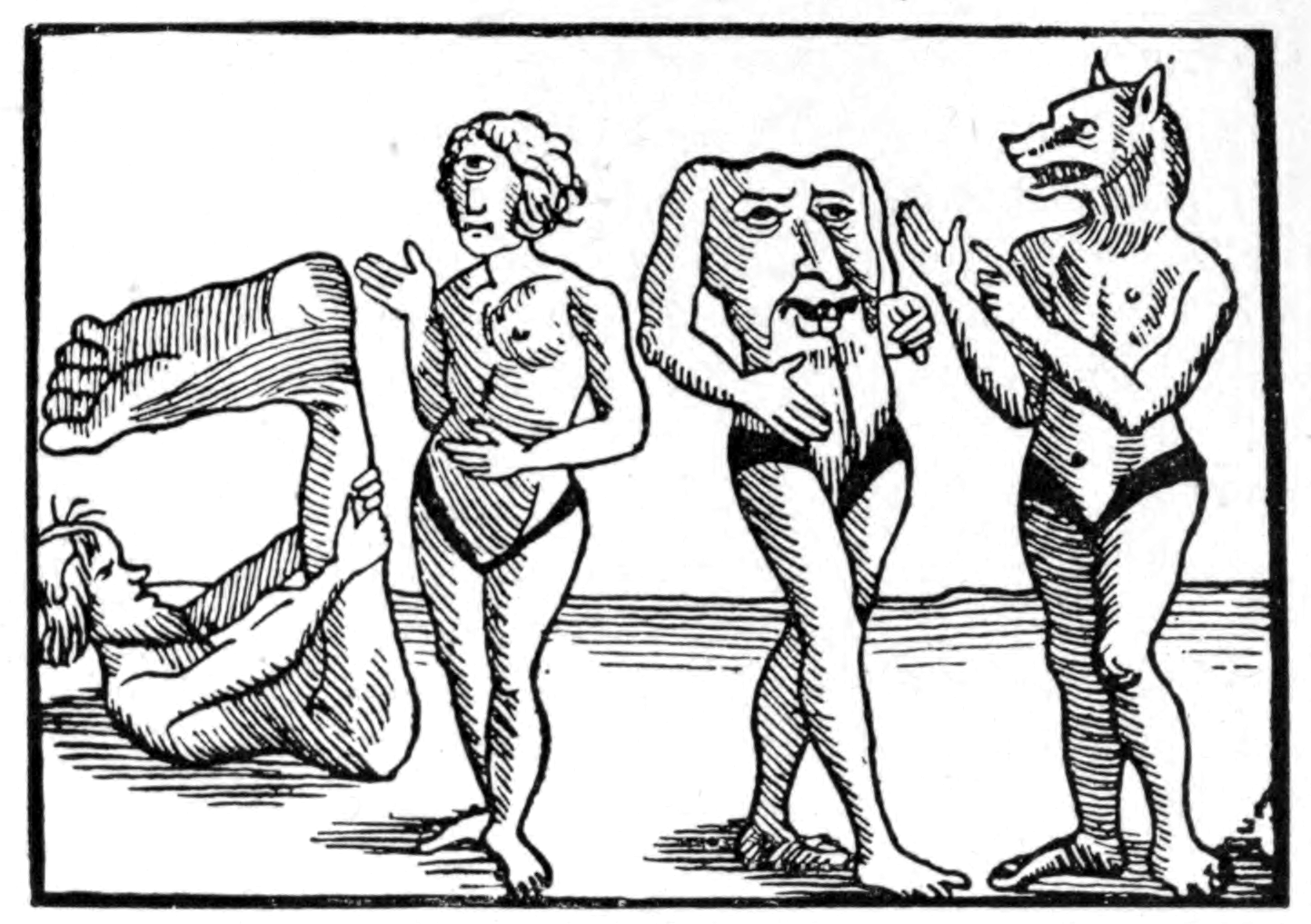
Illustration d'un sciapode, un cyclope, un acéphale et un cynocéphale, inspirée des descriptions de Mandeville.

Jean de Mandeville, dans son prétendu récit de voyage, décrit l'île de Nacameran (ou Nacumera), également citée par Odoric de Pordenone, qui serait une des Îles Nicobar. Il la présente comme étant peuplée de cynocéphales intelligents et raisonnés, ayant pour dieu un bœuf, dont ils témoignent de leur adoration en portant sur le front un bœuf d'or et d'argent. Leur roi, très riche, puissant et pieux, porte toujours autour du cou trois cents très grosses perles d'Orient, qui lui sert comme chapelet pour ses prières. Il porte autour du cou un gros rubis, symbolisant son statut de roi et qui lui est remis une fois élu, convoité par le grand Khan.

#### Rapports d'observation médiévaux
Les grands voyageurs médiévaux comme Jean de Plan Carpin et Marco Polo mentionnent tous deux des cynocéphales :
De Plan Carpin décrit les armées d'Ogedei Khan qui rencontrèrent une race humanoïde à tête de chien qui vivait au nord de Dalai-Nor ou du lac Baïkal.

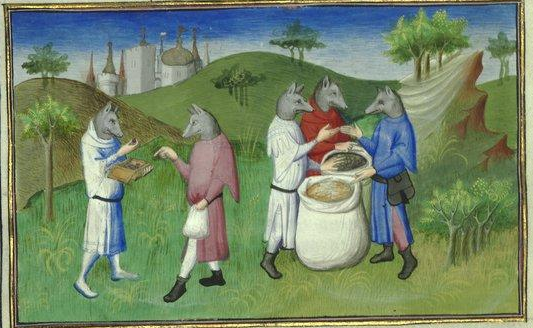
Miniature du Livre de Marco Polo montrant des cynocéphales.

Les Voyages de Marco Polo mentionnent des barbares à tête de chien sur l'île d'Angamanain, ou les îles Andaman, dont il a uniquement entendu parler. Pour Polo, bien que ces gens cultivent des épices, ils n'en sont pas moins cruels, anthropophages et sont tous simplement « comme les gros chiens dogues ». Ces créatures étaient répandues dans l'imaginaire médiéval. Le voyageur ne doute visiblement pas des récits qu'on lui fait à leur sujet. Dans une miniature illustrant ce passage, les cynocéphales sont dessinés comme étant habillés et occupés à vendre des épices. La couleur plombée de leur visage, comme leur long museau, produisent un effet fantastique.
Selon Henri Cordier, la source commune de toutes ces légendes sur des barbares à tête canine, que ce soit en Europe, en Arabie ou en Chine, peut être trouvée dans la Romance d'Alexandre.

#### Est médiéval
La cynocéphalie est également largement représentée dans les figures chrétiennes orthodoxes. Une légende qui place saint André et saint Barthélemy parmi les Parthes présente l'« Abominable », citoyen de la ville « de cannibales »… dont le visage était semblable à celui d'un chien. Après avoir reçu le baptême, cependant, il fut libéré de son aspect canin.

##### Saint Christophe

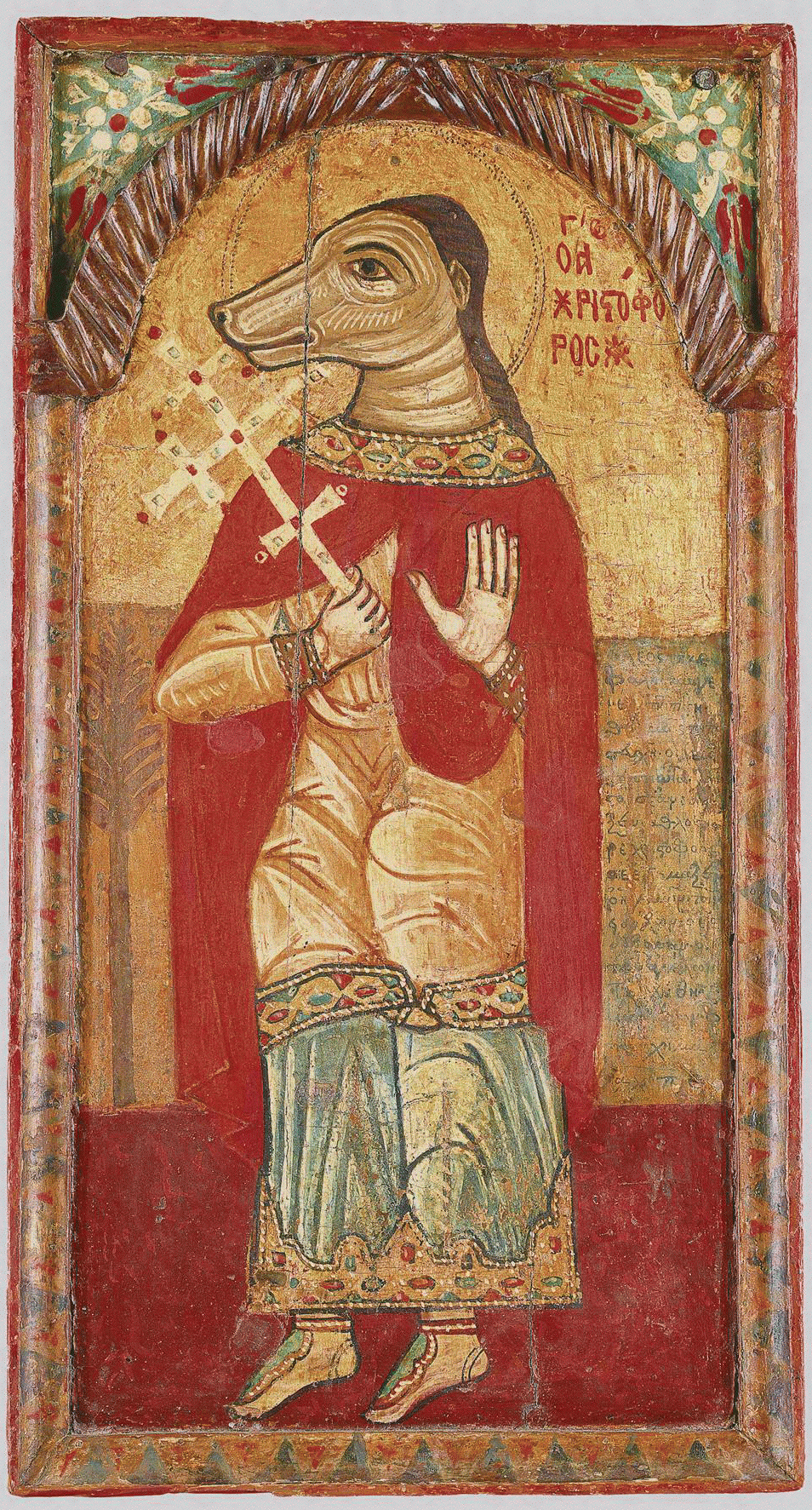
Représentation cynocéphale de saint Christophe.

Dans l'Église orthodoxe, certaines icônes représentent saint Christophe, le saint patron des transports, des voyages, des bacheliers, des jardiniers et des tempêtes, avec la tête d'un chien. L'origine de cette représentation semble dater du règne de l'empereur Dioclétien, quand un homme du nom de Reprebus, Rebrebus ou Reprobus (« le réprouvé » ou « coquin ») fut capturé à la suite d'un combat contre des tribus de l'ouest de l'Égypte dans la Cyrénaïque. À l'unité de soldats, selon le récit hagiographique, il fut attribué le nom de numerus Marmaritarum ou « unité de la Marmaritae », ce qui suggère une tribu non identifiée de Marmaritae (peut-être la même que la tribu des Marmaricae, peuple berbère de Cyrénaïque). Il était décrit être d'une taille immense, avec une tête de chien au lieu de celle d'un homme, apparemment une caractéristique des Marmaritae.
L'évêque et poète allemand Walter de Spire a dépeint saint Christophe comme un géant d'une espèce cynocéphalique vivant dans la terre des Chananeans (les « canines » de Canaan dans le Nouveau Testament), qui mangeait de la chair humaine et aboyait. Finalement, Christophe rencontra le Christ enfant, regretta son comportement ancien, et reçut le baptême. Il fut récompensé par une apparence humaine, après quoi il consacra sa vie au service chrétien et devint un Athleta Christi, l'un des soldats Saints.

### Lycanthropes

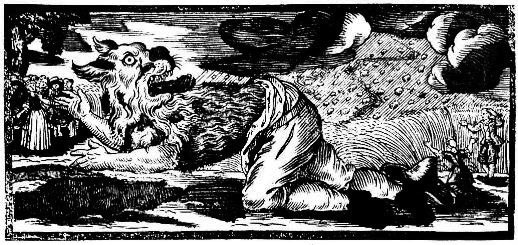
Le Loup-garou, estampe allemande de 1722. Représentation cynocéphalique d'un lycanthrope.

Les différents lycanthropes, dont font partie les loup-garous, sont également fréquemment représentés dans les arts de cette façon. Toutefois, les loup-garous du cinéma, qui se tiennent généralement sur deux jambes, sont différents de ceux des œuvres plus anciennes.

### Gnolls
Les Gnolls sont des créatures imaginaires issues de plusieurs folklores qui les dépeignent différemment. Dans le folklore médiéval européen[réf. nécessaire], il s'agissait de cynocéphales considérés comme des barbares qui attaquaient les voyageurs. Une fois baptisés, ils reprenaient apparence humaine[réf. nécessaire].

### Autres légendes concernant des créatures à tête de chien
La mythologie chinoise concernant Fu Xi relate plusieurs textes où il a une tête de chien, et où sa sœur Nu Wa possède un visage horrible. Le folklore américain est également riche en créatures cryptozoologiques de ce type, en particulier à travers l'homme-chien du Michigan et la bête de Bray Road dans le Wisconsin, qui terrorisa une partie de la population dans les années 1990. Le folklore écossais mentionne aussi le wulver, décrit comme un homme-loup bénéfique qui vit dans les Shetland. Le Psoglav de la mythologie serbe et les Nacumerians, du roman de Jean de Mandeville peuvent également être rattachés aux cynocéphales.